# Percy Barton
Percy Barton (20 gennaio 1893 – 1961) è stato un calciatore inglese di ruolo centrocampista.

## Carriera

### Nazionale
Conta 7 presenze con la maglia della propria Nazionale.

## Palmarès

### Club

#### Competizioni nazionali
- Second Division: 1

Birmingham City: 1920-1921